# Joel Palmer
Pour les articles homonymes, voir Palmer.
Joel Palmer (1810-1881) commença sa carrière politique quand il servit comme législateur d’état jusqu’à ce qu’il arrive en Oregon en 1847. Peu après son arrivée, Palmer devint surintendant des affaires indiennes, poste qu’il garda jusqu’en 1857.
Il fut aussi comme sénateur au sein du législatif de l'État et perdit les élections en 1870.